# ひのそ島
簸磯島（ひのそじま）は、兵庫県北東部を流れる円山川の下流に浮かぶ中州（川中島）。豊岡市城崎町にあり、河口の日本海からは約6-7kmの距離にある。最南端部の左岸にはJR山陰本線玄武洞駅があり、右岸には玄武洞がある。
掘削事業完成前は全長1,500m、全幅180m、最高位海抜2.3m、面積約16ヘクタール だった。

## 地理・自然

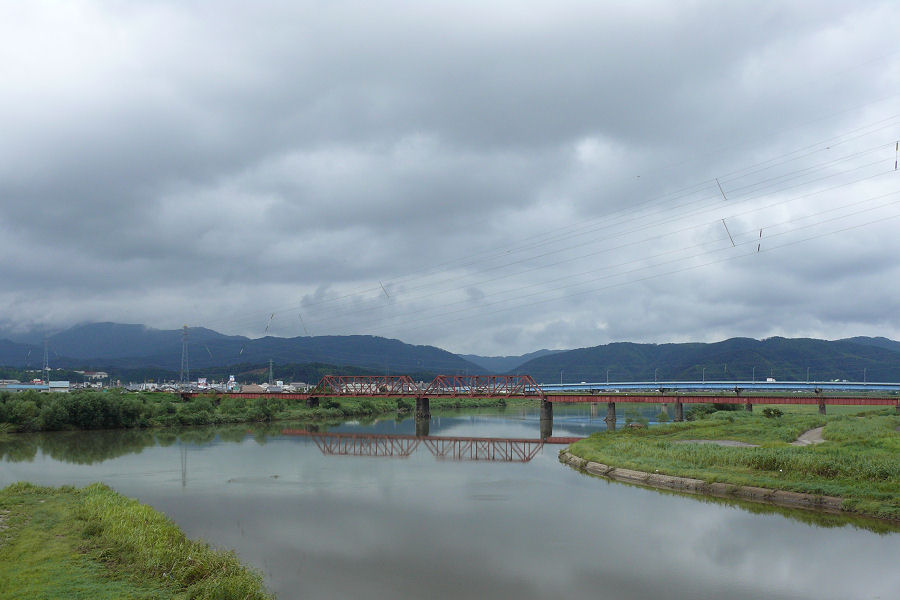
豊岡市街地付近の円山川

但馬地方を流れる円山川は中流域で急激に河床勾配が緩やかになるため、勾配の境目である豊岡盆地以北には土砂が堆積しやすく、豊岡市市街地東部の堀川橋と河口の間には一日市島やひのそ島などいくつかの中州が存在する。河川敷の随所が湿地となっているが、これらの湿地は近畿地方有数の絶滅危惧植物集中地域であり、シッチコモリグモはひのそ島が西日本唯一の生息地である。島中央部の池では帰化種のカダヤシが確認されているが、どのようにして中州にやってきたかは不明である。2012年4月にはひのそ島を含む「円山川下流域及び周辺水田」が国指定鳥獣保護区に設定され、同年6月にはラムサール条約に登録されて水鳥（特にコウノトリ）の重要な生息地として認められた。

### ひのそ島の希少植物
- ヤナギヌカボ – 但馬地方ではひのそ島のみで確認されている。
- ホソバイヌタデ – 日本全体で約800個体と推定され、ひのそ島が日本最大の自生地とされている。
- サデクサ - 近畿版レッドデータブックではCランクに分類されている。
- タコノアシ - 原野環境に生育する希少な植物である。
- ヒメシロアサザ - 表土移植試験中に偶然発見された。
- マツカサススキ
- ミクリ

### 洪水対策の掘削工事

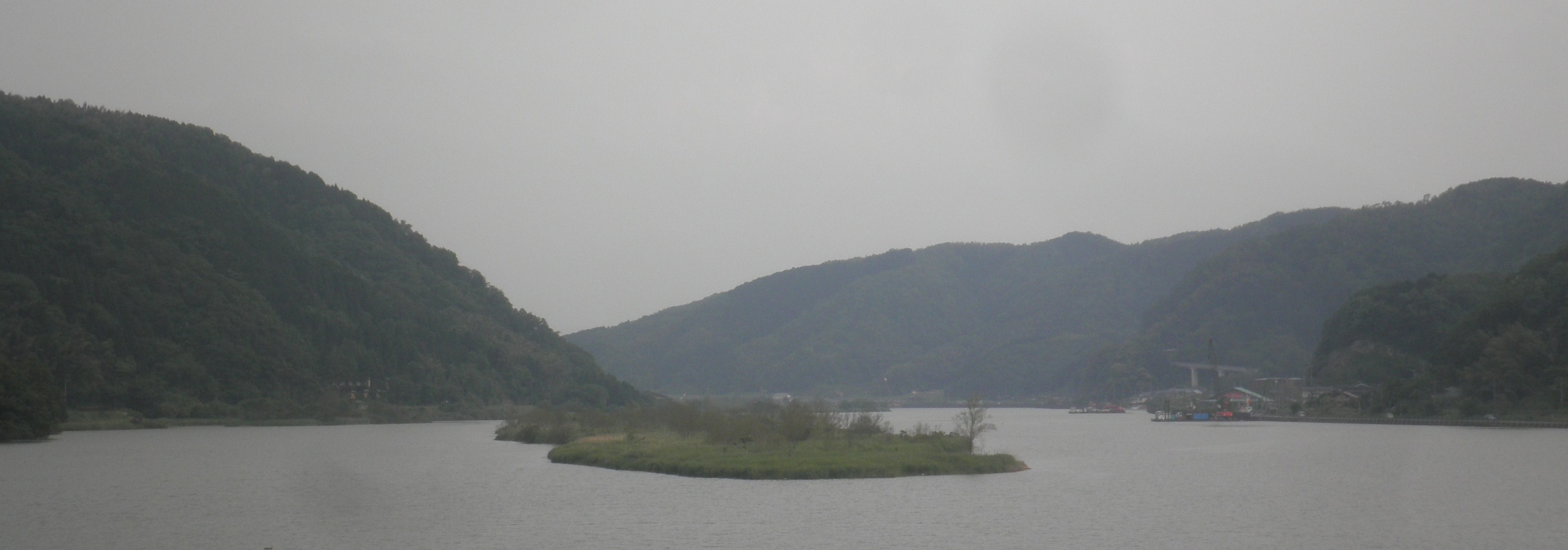
下流側の橋上から見たひのそ島（2012年、掘削工事後）

ひのそ島の断面図

前述の通り、円山川の中流域では急激に河床勾配が変化するため、大雨の際には川水の氾濫が頻発していた。左岸をJR山陰本線に沿って走る兵庫県道3号豊岡瀬戸線は洪水のたびに冠水し、1990年9月の台風19号による洪水では線路付近まで冠水して城崎町は陸の孤島となった。1974年（昭和49年）から1988年（昭和63年）にかけて、日本海から1.5 km-3.2km地点にあった菊屋島と中ノ島というふたつの中州が完全に掘削された。1987年には建設省（現国土交通省）によってひのそ島の全面掘削に向けた調査が開始され、1995年や1997年の調査で希少な植物が生育していることが明らかとなったため、中州の希少植物の表土移植試験が行なわれた。この試験中にさらなる希少植物の発見があり、全面掘削を求める意見と環境保護を求める意見が対立したことから、2000年には地元住民や有識者からなる「ひのそ島改修検討会」を発足させて河川改修のあり方を協議した。
2001年9月、国土交通省は全面掘削の計画を変更し、島の左岸側1/2を除去して右岸側の1/2に希少植物を移植し、また右岸には湿地を整備することで治水効果と環境保全の両立を目指す方針を策定した。右岸側は表土を削るため、島の断面積は掘削前の1/4となり、工事全体では約34万m3の土砂を掘削する。2004年10月の台風23号でも円山川や出石川の堤防が破堤し、兵庫県だけで死者26人（日本全体では死者95人）という甚大な被害が出たことから、2003年に始まった島の掘削工事は激甚災害事業の一環としても進められ、2007年7月に掘削工事が完成した。魚類やコウノトリに配慮した湿地の整備なども行なわれたため、円山川全体の湿地面積は掘削以前に比べて1.5倍に増加し、島の直上流では水位が29cm低下した。